# Вогнеок багійський
Вогнео́к багійський (Pyriglena atra) — вид горобцеподібних птахів родини сорокушових (Thamnophilidae). Ендемік Бразилії.

## Опис
Довжина птаха становить 17,5 см. Самці мають чорне забарвлення, на спині у них є біла пляма. У самиць верхня частина тіла рудувато-коричнева, хвіст чорнуватий, верхня частина спини сіра, нижня частина тіла тьмяно-охриста, горло білувате. Очі червоні.

## Поширення і екологія
Багійські вогнеоки мешкають на східному узбережжі Бразилії, на південному сході Сержипі і на північному сході Баїї. Вони живуть в густому підліску вологих рівнинних атлантичних лісів. Зустрічаються поодинці, парами або невеликими сімейними зграйками, на висоті від 20 до 250 м над рівнем моря. Живляться комахами та іншими безхребетними, а також дрібними хребетними. Гніздо закрите, кулеподібне, робиться з сухого пальмового листя, гілочок і корінців, розміщується на землі, серед опалого листя. Насиджують яйця і доглядають за пташенятами і самиці, і самці. 

## Збереження
МСОП класифікує цей вид як такий, що перебуває під загрозою зникнення. За оцінками дослідників, популяція багійських вогнеоків становить від 1000 до 2500 м над рівнем моря. Їм загрожує знищення природного середовища.